# Face to Face Tour
Face To Face Tour var det irske boyband Westlifes 6. turné. De startede i Storbritannien og Irland, bagefter tog de på nogle festivaler rundt omkring. Efter det tog de til Asien, også til Australien.

## Setliste
- "Flying without wings"
- "Hit you with the real things"
- "When you're looking like that"
- "Amazing"
- "Against all odds"
- "When you tell me that you love me"
- "She's back"/"Billie Jean"
- "Uptown girl"
- "Addicted to love"
- "I wish"/"wild wild west"
- "Senorita"/"Don't cha" (Justin Timberlake/Pussycat dolls)
- "Colour my world"
- "Hey whatever"
- "The dance"
- "Swear it again"
- "Seasons in the sun"
- "World of our own"
- "Mandy"
- "Queen of my heart"
- "What makes a man"
- "You Raise me up"

## Tour-datoer
| Dato          | By              | Arena                       | Land         |
| ------------- | --------------- | --------------------------- | ------------ |
| 3. april      | Belfast         | Odyssey                     | Nordirland   |
| 4. april      | Belfast         | Odyssey                     | Nordirland   |
| 5. april      | Belfast         | Odyssey                     | Nordirland   |
| 7. april      | Cork            | The Green Glens Arena       | Irland       |
| 8. april      | Cork            | The Green Glens Arena       | Irland       |
| 9. april      | Cork            | The Green Glens Arena       | Irland       |
| 11. april     | Dublin          | The Point                   | Irland       |
| 12. april     | Dublin          | The Point                   | Irland       |
| 15. april     | Dublin          | The Point                   | Irland       |
| 16. april     | Dublin          | The Point                   | Irland       |
| 18. april     | Dublin          | The Point                   | Irland       |
| 19. april     | Dublin          | The Point                   | Irland       |
| 21. april     | Manchester      | Evening News Arena          | England      |
| 22. april     | Manchester      | Evening News Arena          | England      |
| 24. april     | Nottingham      | Ice Arena                   | England      |
| 25. april     | Nottingham      | Ice Arena                   | England      |
| 27. april     | Sheffield       | Hallam FM Arena             | England      |
| 28. april     | Sheffield       | Hallam FM Arena             | England      |
| 29. april     | Birmingham      | NEC                         | England      |
| 30. april     | Birmingham      | NEC                         | England      |
| 2. Maj        | Newcastle       | Metro Radio Arena           | England      |
| 3. Maj        | Newcastle       | Metro Radio Arena           | England      |
| 5. april      | Glasgow         | SECC                        | Skotland     |
| 6. april      | Glasgow         | SECC                        | Skotland     |
| 7. april      | Glasgow         | SECC                        | Skotland     |
| 9. april      | Aberdeen        | AECC                        | Skotland     |
| 10. april     | Aberdeen        | AECC                        | Skotland     |
| 12. april     | Brighton        | The Brighton Centre         | England      |
| 13. april     | Brighton        | The Brighton Centre         | England      |
| 14. april     | Cardiff         | International Arena         | Wales        |
| 15. april     | Cardiff         | International Arena         | Wales        |
| 17. april     | Cardiff         | International Arena         | Wales        |
| 18. april     | London          | Wembley Arena               | England      |
| 19. april     | London          | Wembley Arena               | England      |
| 20. april     | Lincoln         | Sincil Bank Stadium         | England      |
| 30. Juni      | Oxfordshire     | Blenhiem Palace             | England      |
| 1. Juli       | Yorkshire       | Harewood House              | England      |
| 8. Juli       | Kent            | Leeds Castle                | England      |
| 9. Juli       | Derbyshire      | Chatworth House             | England      |
| 14. Juli      | Cardiff         | Cooper's field              | Wales        |
| 15. Juli      | Norfolk         | Blicking Hall               | England      |
| 16. Juli      | Bath            | The Recreation Ground       | England      |
| 17. Juli      | Liverpool       | Summer Pops                 | England      |
| 21. Juli      | Edinburgh       | Edinburgh Castle            | Skotland     |
| 22. Juli      | Derbyshire      | Kedleston Hall              | England      |
| 23. Juli      | Northamptonsire | Althorp                     | England      |
| 29. Juli      | Isle Of Wight   | Osbourne House              | England      |
| 30. Juli      | Essex           | Audley End                  | England      |
| 18. august    | Newmarket       | Race Course                 | England      |
| 19. august    | Chester         | Race Course                 | England      |
| 25. august    | Bangor          | Bryn Tefels Faenol Festival | Wales        |
| 26. august    | Twickenham      | Marble Hill, Richmond       | England      |
| 27. august    | Cornwall        | Pendennis Castle, Falmouth  | England      |
| 4. september  | Manila          | Araneta Coliseum            | Filippinerne |
| 6. september  | Seoul           | Jamsil Gym                  | Sydkorea     |
| 8. september  | Singgapore      | SIS Indoor Arena            | Singapore    |
| 9. september  | Hong Kong       | Asia World Arena            | Kina         |
| 10. september | Taipei          | TICC                        | Indonesien   |
| 12. september | Jakarta         | Tennis Indoor Arena         | Indonesien   |
| 17. september | Perth           | Challenge Stadium           | Australien   |
| 19. september | Adelaide        | Entertainment Centre        | Australien   |
| 20. september | Melbourne       | Rod Lava Arena              | Australien   |
| 22. september | Brisbane        | Entertainment Centre        | Australien   |
| 23. september | Sydney          | ACER Arena                  | Australien   |